# Mandró (màquina de guerra)

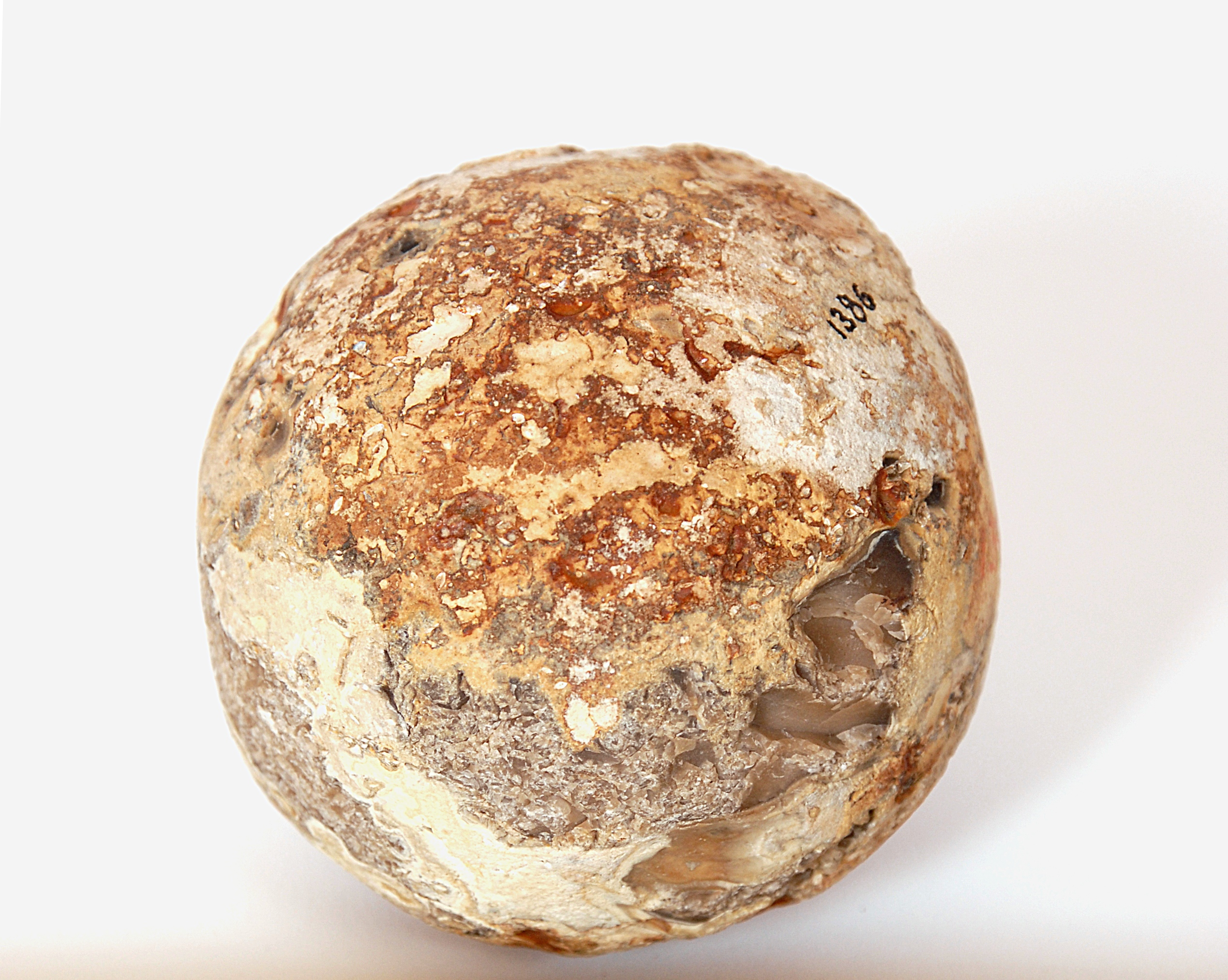
Bola de pedra aproximadament rodona, emprada com a projectil de mandró. Datada a la Dinastia XVIII i probablement relacionada amb els pobles Blemis d' Etiopia.

Un mandró era una màquina de guerra de propulsió muscular, que podia ser individual o col·lectiva, semblant al mandró individual, però que en comptes d'un bastó tenia una perxa amb un punt de suport i una corda a l'extrem contrari de la fona, que es podia descompondre en unes quantes perquè un o més homes, estirassin cap avall a fi de fer el llançament. Aquest mandró funcionava, doncs, com un alçaprem o palanca amb el punt de suport com a fulcre, com els trabucs, però sense contrapès. Era, doncs, una mena de brigola.
| «        | Aquestes fones uy apelam mandrons | » |
| — Vegeci |                                   |   |

Coneixem l'existència d'aquesta arma, que era diferent de l'homònima d'ús individual, per la referència documental a la seva perxa, mot que es refereix sempre a un bastó o pal molt llarg, se'n sap del seu ús en el Setge d'Albarrasí de 1220 durant la Primera revolta nobiliària contra Jaume I d'Aragó.